# Siłacze
Strong Man – Siłacze – program rozrywkowy telewizji TVN, emitowany od 18 września 1999 do 19 grudnia 2009. Prowadzony był przez Ireneusza Bieleninika (początkowo przez Sławomira Sochackiego).
Przedstawiał zawody strongmanów, m.in. mistrzostwa świata w tej dziedzinie.
Strongmani biorą udział w wielu konkurencjach, takich jak:
- martwy ciąg
- zegar
- spacer farmera
- konkurencja wiązana
- wyciskanie belki
- schody
- waga płaczu